# Katrien (tijdschrift)
Katrien is een Nederlands striptijdschrift, dat in 1999 speciaal voor meisjes van 8 tot 12 jaar werd opgericht door Sanoma. Het blad is een spin-off van het weekblad Donald Duck. Het tijdschrift verscheen tot 2016 zes keer per jaar, tegenwoordig maandelijks. Het is ook verkrijgbaar in abonnementsvorm.
Centraal in de verhalen staan Katrien Duck en haar drie nichtjes Lizzy, Juultje en Babetje. In sommige verhalen doen ook Minnie Mouse en Oma Duck mee.

## Oplage
| Jaar | Betaalde gerichte oplage | Totaal verspreide oplage |       |
| ---- | ------------------------ | ------------------------ | ----- |
| 2006 | 32.346                   | 33.025                   | [ 2 ] |
| 2007 | 29.629                   | 30.201                   | [ 3 ] |
| 2011 | 23.020                   | 23.381                   | [ 4 ] |
| 2012 | 23.029                   | 23.380                   | [ 5 ] |
| 2022 | 16.254                   | 16.382                   |       |